# 劉漪
劉漪，河南省懷慶府濟源縣（今河南省濟源縣）人，清朝政治人物、進士出身。

## 生平
順治三年，登進士，授廣東道試監察御史。順治四年，任山西巡按御史。順治六年，任江西巡按御史。